# Championnat de Jamaïque de football 2008-2009
Navigation
Saison précédente Saison suivante
La saison 2008-2009 du Championnat de Jamaïque de football est la trente-cinquième édition de la première division en Jamaïque, la National Premier League. Elle rassemble les douze meilleurs clubs du pays au sein d'une poule unique où ils jouent à trois reprises les uns contre les autres. À l’issue de cette phase régulière, les six premiers s’affrontent une nouvelle fois pour le titre tandis que les six derniers se rencontrent pour éviter la relégation.
C'est le club de Tivoli Gardens FC qui remporte le championnat cette saison après avoir terminé en tête du classement final, ne devançant le tenant du titre, Portmore United, que grâce à de meilleurs résultats lors des confrontations directes entre les deux formations. Harbour View FC compère le podium à trois points du duo de tête. Il s’agit du quatrième titre de champion de Jamaïque de l’histoire de Tivoli Gardens.

## Clubs participants
| - Harbour View FC - Tivoli Gardens FC - Waterhouse FC - St. George SC - Rivoli United - Promu de D2 - Arnett Gardens FC | - Portmore United - Reno FC - Boys' Town FC - Village United FC - Meadhaven United - Promu de D2 - Sporting Central Academy |

## Compétition
Le barème de points servant à établir le classement se décompose ainsi :
- Victoire : 3 points
- Match nul : 1 point
- Défaite : 0 point

### Classement
| Rang | Équipe                   | Pts | J  | G  | N  | P  | Bp | Bc | Diff |
| ---- | ------------------------ | --- | -- | -- | -- | -- | -- | -- | ---- |
| 1    | Tivoli Gardens FC        | 72  | 38 | 21 | 9  | 8  | 54 | 30 | +24  |
| 2    | Portmore UnitedT         | 72  | 38 | 20 | 12 | 6  | 44 | 21 | +23  |
| 3    | Harbour View             | 69  | 38 | 18 | 15 | 5  | 48 | 23 | +25  |
| 4    | Boys' Town FCC           | 57  | 38 | 16 | 9  | 13 | 58 | 49 | +9   |
| 5    | Arnett Gardens FC        | 56  | 38 | 15 | 11 | 12 | 36 | 32 | +4   |
| 6    | Waterhouse FC            | 49  | 38 | 12 | 13 | 13 | 45 | 46 | -1   |
|      |                          |     |    |    |    |    |    |    |      |
| 7    | Rivoli UnitedP           | 45  | 38 | 12 | 9  | 17 | 40 | 54 | -14  |
| 8    | St. George SC            | 43  | 38 | 11 | 10 | 17 | 34 | 47 | -13  |
| 9    | Village United FC        | 40  | 38 | 9  | 13 | 16 | 33 | 52 | -19  |
| 10   | Sporting Central Academy | 39  | 38 | 9  | 12 | 17 | 38 | 48 | -10  |
| 11   | Meadhaven UnitedP        | 39  | 38 | 9  | 12 | 17 | 36 | 53 | -17  |
| 12   | Reno FC                  | 33  | 38 | 6  | 15 | 17 | 43 | 54 | -11  |

|  | Champion de Jamaïque 2008-2009                                            |
|  | Relégation directe en deuxième division                                   |
|  | T : Tenant du titre C : Vainqueur de la Coupe de Jamaïque P : Promu de D2 |

## Bilan de la saison
| Championnat de Jamaïque de football 2008-2009                        |                              |
| Champion                                                             | Tivoli Gardens FC (4e titre) |
| Coupes et trophées                                                   |                              |
| Vainqueur de la Coupe de Jamaïque 2008-2009                          | Boys' Town FC                |
| Qualifications continentales                                         |                              |
| CFU Club Championship 2010                                           | Aucun                        |
| Promotions et relégations                                            |                              |
| Promus en Jamaïque League                                            | August Town FC               |
| Promus en Jamaïque League                                            | Humble Lion FC               |
| Relégués en Championnat de Jamaïque de football de deuxième division | Meadhaven United             |
| Relégués en Championnat de Jamaïque de football de deuxième division | Reno FC                      |